# Яблоновка (Кагарлыкский район)
Ябло́новка (укр. Яблунівка) — село, входит в Кагарлыкский район Киевской области Украины.
Население по переписи 2001 года составляло 262 человека. Почтовый индекс — 09252. Телефонный код — 4573. Занимает площадь 1,657 км². Код КОАТУУ — 3222289701.

## История
В 1946 г. указом ПВС УССР село Яновка переименовано в Яблоновку

## Местный совет
09252, Київська обл., Кагарлицький р-н, с. Яблунівка, вул. Жовтнева,10а